# Lega giordana professionistica 1998
Il campionato non venne concluso.

## Classifica
| Pos. | Squadra           | G  | V  | N | P | GF | GS | Punti |
| ---- | ----------------- | -- | -- | - | - | -- | -- | ----- |
| 1    | Al-Wehdat         | 13 | 11 | 1 | 1 | 33 | 10 | 34    |
| 2    | Al-Faisaly        | 12 | 11 | 0 | 1 | 34 | 6  | 33    |
| 3    | Al-Ramtha         | 13 | 5  | 4 | 4 | 17 | 15 | 19    |
| 4    | Al-Hussein        | 13 | 5  | 3 | 5 | 10 | 8  | 18    |
| 5    | Al-Qadisiya       | 12 | 4  | 4 | 4 | 17 | 18 | 14    |
| 6    | Shabab Al-Hussein | 13 | 3  | 4 | 5 | 14 | 22 | 13    |
| 7    | Al-Arabi Irbid    | 13 | 3  | 4 | 6 | 15 | 24 | 13    |
| 8    | Kufrsoum          | 13 | 2  | 5 | 6 | 12 | 25 | 11    |
| 9    | Al-Ahli           | 13 | 2  | 3 | 8 | 9  | 21 | 9     |
| 10   | Al-Jazira         | 13 | 2  | 3 | 8 | 7  | 19 | 9     |